# Доброе (Березнеговатский район)
Доброе (укр. Добре) — посёлок в Березнеговатском районе Николаевской области Украины.
Основано в 1960 году. Население по переписи 2001 года составляло 73 человека. Почтовый индекс — 56230. Телефонный код — 5162. Занимает площадь 0,257 км².

## Местный совет
56230, Николаевская обл., Березнеговатский р-н, с. Новосевастополь, ул. Центральная, 9а